# 1824 en architecture
| Années de l'architecture : 1821 - 1822 - 1823 - 1824 - 1825 - 1826 - 1827    |
| Décennies de l'architecture : 1790 - 1800 - 1810 - 1820 - 1830 - 1840 - 1850 |

Cet article présente les faits marquants de l'année 1824 en architecture.

## Réalisations
- Construction de l'hôtel Shelbourne à Dublin.
- Construction du Vat Sisakhet de Vientiane.
- Début de la restauration de l'abbaye d'Hautecombe sous la conduite de l'architecte Ernesto Melano, pour le compte de Charles-Félix de Savoie.

## Événements
- x

## Récompenses
- Prix de Rome : Henri Labrouste.

## Naissances
- x

## Décès
- Joseph Bénard (°1764).